# Rezervația naturală Nijnesvirski
Rezervația naturală Nijnesvirski (în rusă Нижнесвирский заповедник, transliterat: Nijnesvirski zapovednik, lit. „Rezervația naturală Svirul de Jos”) este un zapovednik (rezervație naturală strictă) din Rusia. Are o suprafață de 416 km² (131 sq mi) și este situată în raionul Lodeinoie Pole din regiunea Leningrad. A fost înființată la 11 iunie 1980 pentru a proteja peisajele de pe malul estic al Lacului Ladoga.

## Geografie
Rezervația naturală ocupă zonele joase de pe malul drept al râului Svir, inclusiv o porțiune a malului estic al Lacului Ladoga și a apelor acestuia. Granița de nord a rezervației coincide cu granița Republicii Carelia. Zonele de peste graniță aparțin rezervației zoologice Oloneț. Aproximativ 30% din teritoriul rezervației este format din mlaștini și turbării, cu zone umede tranzitorii suplimentare, în timp ce restul este ocupat de păduri de conifere (în special pin), cu un subetaj de arbuști și tufișuri de afin. Terenul mai conține dune de nisip lăsate de ghețarii aflați în retragere după ultima eră glaciară. Rezervația este situată în ecoregiunea Taigaua scandinavă și rusă și are o climă continentală umedă (clasificarea climatică Köppen Dfb).

## Istoric
Prima propunere de înființare a unor arii naturale protejate pe malul estic al Lacului Ladoga datează din anii 1950. Acea propunere a fost însă respinsă de autorități la momentul respectiv. Extinderea teritorială și dezvoltarea industrială a orașului Leningrad au provocat un impact considerabil asupra ecologiei zonelor înconjurătoare și s-a propus din nou înființarea unei arii protejate pentru a studia acest impact. Un program pe scară largă pentru studierea acestui impact a fost inițiat în anul 1976 și, tot atunci, a fost înființată Rezervația („zakaznik”) Nijnesvirski. În cele din urmă, zakaznik-ul a fost transformat într-o rezervație naturală în anul 1980.

## Faună și floră
Rezervația naturală Nijnesvirski este un loc de popas important pentru păsările migratoare. Specia predominantă de arbori este pinul de pădure. O suprafață considerabilă este ocupată de mlaștini.
Fauna rezervației naturale este formată din patruzeci de specii de mamifere. Printre mamiferele mari se numără ursul brun, elanul și râsul.